# Flemmingen (Nobitz)
Flemmingen ist ein Ortsteil von Nobitz im Landkreis Altenburger Land in Thüringen. Im Jahr 2012 lebten 200 Personen im Ort.

## Geografie

### Lage und Verkehr
Der Ortsteil Flemmingen im Osterland ist einer der östlichsten Orte Thüringens. Flemmingen liegt mit Teilen seiner Flure im Gebiet des Sandsteinbergrückens Heidelberger. Die östliche Flurgrenze des Ortsteils ist die Grenze zwischen Sachsen und Thüringen. Über die Kreisstraße 201 und die Bundesstraße 175 ist der Ortsteil zu erreichen.

### Nachbarorte
| Frohnsdorf | Beiern                                      |               |
|            | Kompassrose, die auf Nachbargemeinden zeigt | Obersteinbach |
| Garbisdorf |                                             | Jückelberg    |

## Geschichte
Am 5. April 1259 wurde das Dorf erstmals urkundlich erfasst.
Flemmingen gehörte zum wettinischen Amt Altenburg, welches ab dem 16. Jahrhundert aufgrund mehrerer Teilungen im Lauf seines Bestehens unter der Hoheit folgender Ernestinischer Herzogtümer stand: Herzogtum Sachsen (1554 bis 1572), Herzogtum Sachsen-Weimar (1572 bis 1603), Herzogtum Sachsen-Altenburg (1603 bis 1672), Herzogtum Sachsen-Gotha-Altenburg (1672 bis 1826). Bei der Neuordnung der Ernestinischen Herzogtümer im Jahr 1826 kam der Ort wiederum zum Herzogtum Sachsen-Altenburg. Nach der Verwaltungsreform im Herzogtum gehörte er bezüglich der Verwaltung zum Ostkreis (bis 1900) bzw. zum Landratsamt Altenburg (ab 1900). Das Dorf gehörte ab 1918 zum Freistaat Sachsen-Altenburg, der 1920 im Land Thüringen aufging. 1922 kam es zum Landkreis Altenburg.
Bei der zweiten Kreisreform in der DDR wurden 1952 die bestehenden Länder aufgelöst und die Landkreise neu zugeschnitten. Somit kam Flemmingen mit dem Kreis Altenburg an den Bezirk Leipzig, der seit 1990 als Landkreis Altenburg zu Thüringen gehörte und 1994 im Landkreis Altenburger Land aufging. Am 1. Juli 1950 wurde Beiern nach Flemmingen eingemeindet. Am 15. Juni 1965 folgte die Umgliederung des Ortsteiles Beiern nach Langenleuba-Niederhain.
Am 1. Januar 1973 wurden die Gemeinden Flemmingen und Wolperndorf zu einer neuen Gemeinde zusammengeschlossen. Diese erhielt den Namen Jückelberg. Das Gemeindezentrum befand sich in Flemmingen.
Jückelberg wurde am 6. Juli 2018 nach Nobitz eingemeindet.

## Sehenswürdigkeiten
- Die spätgotische Kirche in Flemmingen wurde 1490 errichtet. Der heute noch erhaltene romanische Chor stammt aus dem Jahre 1252. Eine neue Orgel wurde 1886 von den Gebr. Poppe aus Roda eingebaut und von 2002 bis 2004 umfangreich restauriert.[8]
- Des Weiteren existiert im Ort ein historisches Torhaus.
- In Flemmingen steht eine Schule aus der Zeit des Biedermeier.

## Söhne und Töchter des Ortes
- Michael Helwig (1663–1738), Bildhauer und Holzschnitzer
- Julius Leutheuser (1900–1942), Pfarrer, Hauptvertreter des radikalen Thüringer Flügels der Deutschen Christen in der Zeit des Nationalsozialismus